# 新宿区立牛込第一中学校
新宿区立牛込第一中学校（しんじゅくくりつ うしごめだいいちちゅうがっこう）は、東京都新宿区北山伏町にある公立中学校。

## 概要
東京都内の公立中学校では唯一「全校給食」を実施している。これは体育館に全校生徒と教職員が一同に介して毎日給食を食べるというもので、そのため体育館に隣接して給食室が設置されている。給食は自校調理である。
- 校歌：作詞は大木惇夫、作曲は山田耕筰。
- 教育目標：「人間尊重の精神を基盤として国際的視野に立ち、心豊かな国民を育成する」

## 行事
- 入学式
- 女神湖移動教室
- 運動会
- 能楽鑑賞教室
- 音楽鑑賞教室
- 職場体験学習
- 修学旅行
- 一中祭
- 校内ハローワーク
- スキー教室
- 卒業式
- ネオ発表会

## 著名な出身者
- 小桜京子 - 1951年卒、女優
- 淺間大基 - 2012年卒、プロ野球選手